# Крушевица (Власотинце)
Крушевица је насеље у Србији у општини Власотинце у Јабланичком округу. Према попису из 2022. било је 339 становника.
Крушевица је разређен тип села, дели се на Малу и Велику Крушевицу. Прва је на западу, друга на истоку, а између протиче сеоска речица. У сваком делу Крушевице разликују се махале. У појединим махалама су куће једног рода (на пример у махалама: Јанковци, Шајтановци, Ђокинци (Џокинци) итд. Има махала и са кућама различитих родова: Кладенац, Власина, Ливађе и др.
Настанак овог села се везује за постојање дивљих крушака. Старији људи памте овај део власинског корита по називу „крушкар“.

## Историја
Од старина, крушевачка црква је један од најстаријих објекта у овом крају. Од старог турског царског друма, од Бољара, преко Крушевице, Тупанског Дела и Свођа за Цариград су остали трагови зарасли у храстовој шуми, као подсетник на неко старо време где се није смело слободно ходати у караванима са коњима. Турке су пресецали хајдуци, отимали им благо и скривали га по многим непознатим местима. У овом крају из тог времена многи непознати али и локални авантуристи са многим исцртаним мапама у читавом планинском крају стално нешто прекопавају, тражећи отето злато од Турака.
У крушевачком крају је било доста хајдучије - борбе за националну слободу у време Турака, па и данас у планинском подножју Крушевица има места звана Хајдучки кладанац, Хајдучка падина, Хајдучки гроб.

### Део лесковачке нахије
У неким историјским подацима село Крушевица се помиње у оквиру лесковачке нахије од 1455. до 1683. године, а према неким подацима из 1516. године, помиње се да је ово село имало 53 домаћинства, а двадесет година касније тај број је смањен на 26 кућа.
Према турском попису нахије Ниш из 1516. године, место је било једно од 111 села нахије и носило је исти назив као данас, а имало је 70 кућа, 26 самачка домаћинства. Те године је имало статус дербенџијског села.
Постоји могућност да је ово насеље постојало у XVI веку. Насељавање овог села власинско црнотравске области је извршено у XVIII и почетком XIX века. Тако у историјском Првом српском устанку (1804—1807. године. Међу селима које је одметнуо Илија Стреља налази се и село Крушевица.
Према попису Власотиначког среза из 1879. године, село Крушевица је имало 1206 становника у 188 домова (кућа). 16 мештана је знало да пише и чита, више него тада у Црној Трави.
Према броју писмених је била на трећем месту после Власотинца и Шишаве у власотиначком срезу. Месна основна школа је 1931. године добила назив "Карађорђе Петровић". У селу 1939. године живи 1011 становника у 127 домова, а после Другог светског рата се смањује тај број, да би према попису из 1991. године се смањио на 778 људи.

### Самосталност Крушевице у власотиначком срезу
Крушевачка општина је по броју становника до пред почетак Другог светског рата била највећа у власотиначком срезу.
Људи су се овде махом бавили сточарством, још има колиба изнад села, које су запуштене. Овце су чуване у трлама даље или близу кућа, а краве у појатама. Повећањем броја фамилија мештани су да би опстали почели да одлазе у печалбу, нарочито у цигларима. Тај занат је доста био развијен и после Другог светског рата, а седамдесетих година и осамдестих година XX века, па и сада у XXI веку крушевачки предузимачи-циглари, са Борондолцима, Дејанцима, Свођанима су били најпознатији не само у власотиначком крају, него и у Хрватској, Босни и Војводини.
Због недостатка пута, запошљавања и трагања за бољим животом село Крушевица данас у XXI веку има мање од половине својих некадашњих становника. Мали број младих људи је остао у селу. Они се баве печалбарским цигларским занатом, неки раде у приватним и државним предузећима у Власотинцу.

### Легенда о Поповом кладенцу
Попов кладенац се налази на територији Крушевице. Добио је назив по следећој легенди. У време под Турцима је у селу Крушевица био један поп, који је сарађивао са Турцима. Хајдуке, који су јатаковали исподе саме планине Крушевице код тадашњих сточара, одавао је Турцима. Тај поп је сакупљао у овом крају беклике (порез) и предавао Турцима. Поп је живео крај бегове ливаде у селу Бољаре. Због издаје хајдука и пореза, хајдуци га ухвате у подножју планине Крушевице на кладенцу, док је пио воду. Ту га убију. Од тада је овај кладанац добио назив Попов кладенац.

## Демографија
У насељу Крушевица живи 485 пунолетних становника, а просечна старост становништва износи 47,7 година (45,1 код мушкараца и 50,3 код жена). У насељу има 209 домаћинстава, а просечан број чланова по домаћинству је 2,71.
Ово насеље је великим делом насељено Србима (према попису из 2002. године).
|  |

| Демографија | Демографија | Демографија |
| Година      | Становника  | Становника  |
| ----------- | ----------- | ----------- |
| 1948.       | 1.470       |             |
| 1953.       | 1.555       |             |
| 1961.       | 1.510       |             |
| 1971.       | 1.328       |             |
| 1981.       | 1.062       |             |
| 1991.       | 778         | 774         |
| 2002.       | 567         | 576         |
| 2011.       | 379         |             |
| 2022.       | 339         |             |

| Етнички састав према попису из 2002.‍ | Етнички састав према попису из 2002.‍ | Етнички састав према попису из 2002.‍ | Етнички састав према попису из 2002.‍ | Етнички састав према попису из 2002.‍ |
| ------------------------------------ | ------------------------------------ | ------------------------------------ | ------------------------------------ | ------------------------------------ |
|                                      |                                      |                                      |                                      |                                      |
| Срби                                 | Срби                                 |                                      | 563                                  | 99,29%                               |
| Румуни                               | Румуни                               |                                      | 1                                    | 0,17%                                |

| Година пописа     | 1948. | 1953. | 1961. | 1971. | 1981. | 1991. | 2002. |
| ----------------- | ----- | ----- | ----- | ----- | ----- | ----- | ----- |
| Број домаћинстава | 221   | 235   | 272   | 306   | 288   | 251   | 209   |

| Број чланова      | 1  | 2  | 3  | 4  | 5  | 6  | 7 | 8 | 9 | 10 и више | Просек |
| ----------------- | -- | -- | -- | -- | -- | -- | - | - | - | --------- | ------ |
| Број домаћинстава | 47 | 86 | 21 | 20 | 15 | 13 | 5 | 1 | 1 | 0         | 2,71   |

| Пол    | Укупно | Неожењен/Неудата | Ожењен/Удата | Удовац/Удовица | Разведен/Разведена | Непознато |
| ------ | ------ | ---------------- | ------------ | -------------- | ------------------ | --------- |
| Мушки  | 251    | 58               | 174          | 14             | 5                  | 0         |
| Женски | 252    | 17               | 168          | 62             | 4                  | 1         |
| УКУПНО | 503    | 75               | 342          | 76             | 9                  | 1         |

| Пол    | Укупно                    | Пољопривреда, лов и шумарство | Рибарство                            | Вађење руде и камена | Прерађивачка индустрија       |
| ------ | ------------------------- | ----------------------------- | ------------------------------------ | -------------------- | ----------------------------- |
| Мушки  | 119                       | 26                            | 0                                    | 0                    | 45                            |
| Женски | 28                        | 20                            | 0                                    | 0                    | 6                             |
| УКУПНО | 147                       | 46                            | 0                                    | 0                    | 51                            |
| Пол    | Производња и снабдевање   | Грађевинарство                | Трговина                             | Хотели и ресторани   | Саобраћај, складиштење и везе |
| Мушки  | 0                         | 32                            | 2                                    | 1                    | 3                             |
| Женски | 0                         | 0                             | 1                                    | 0                    | 0                             |
| УКУПНО | 0                         | 32                            | 3                                    | 1                    | 3                             |
| Пол    | Финансијско посредовање   | Некретнине                    | Државна управа и одбрана             | Образовање           | Здравствени и социјални рад   |
| Мушки  | 0                         | 0                             | 2                                    | 1                    | 0                             |
| Женски | 0                         | 0                             | 0                                    | 0                    | 0                             |
| УКУПНО | 0                         | 0                             | 2                                    | 1                    | 0                             |
| Пол    | Остале услужне активности | Приватна домаћинства          | Екстериторијалне организације и тела | Непознато            | Непознато                     |
| Мушки  | 0                         | 0                             | 0                                    | 7                    | 7                             |
| Женски | 0                         | 0                             | 0                                    | 1                    | 1                             |
| УКУПНО | 0                         | 0                             | 0                                    | 8                    | 8                             |

#### Становништво и генеалогија
Разне махале Крушевице су насељаване са свих страна.
Порекло имена
Становници су добијали имена на различите начине:
- Јарчевци су добили назив по чувања јараца.
- Сувопуци (махала Ливађе) названи су по цигларском занату. При прављењу цигле увек су им цигле испуцавале тј. у цигле избијао сувопуц, јер није била добра земља, па су по томе и добили назив.
- Кушинци су добили назив по кучету-псу Куси.
- Чалаковци су добили назив по пчелама. Неког из фамилије ујела пчела, па је очељавио-огрубео. Потом је цела фамилија после добила надимак Чалаковци.
- Товаци су добили назив по томе сто је неко од њих носио тојагу и викао „това“ (реч из црнотравског краја).
- Шатановци су добили назив по томе што су били неозбиљни: „шева“ десно, волели су смешку-шалу да производе“. На турском „шејтан“ значи ђаво – због смешке су били „ђавољи људи“.
- Јанковци су добили назив према хајдуку Јанку, који је сахрањен поред крушевачке цркве. Био је људина, па су локални становници нарицали, упоређивали себе „ја“ као Јанко.

Порекло досељеника
Крушевица је у потпуности насељена са стране.
Највише фамилија са познатим пореклом доселило се из Дарковца:
Анђелковићи, Вељковићи (где су се претходно се населили из Македоније), Јованцини, Мецкари, Миљковићи, Раденковци и Товаци.
Брзинци се доселили из села Брза код Вучја после Првог српског устанка. Видоњсци су из планинског дела Повласиња. Ђокици су пореклом из Дола код Бабушнице. Ђикинци су пореклом из Златићева, Караџинци из Равне Горе, Кисинци из Црне Траве, Кусинци (Стаменковићи и Стојановићи) из Козила, Љубицовци (оснивачи села Крушевица) из Овче поље (Повардарје источно), Паљинци са Косова, Петковићи са Косова, Сатановци са Космета, Симоновићи из Арнаутско, Џокинци (Марковићи) из Преслапа и Кривог Дела.

### Вероисповест
Мештани Крушевице су православне вероисповести. Светог Николу славе домаћинства:
Банковци, Беличинци (Белчинци), Величковци, Видоњци (Видојинци), Ђокинци (Џокинци), Јанковци, Кушинци, Мирчинци, Осојци, Петковци и Ћосинци. Осим тога слави се и Ђурђевдан: Кујинци и Славковци. Остале славе у селу су „Ђурђић“ коју славе Кочићевци и свети архангел Михаило који славе Јарчевци (Јарчовци).

## Печалбарство и занатлије
Старији су причали да су у прошлости циглари одлазили у печалбу у Влашку у Румунији.
Од занатлија су у Крушевици поред кројачких постојали содаџијски и бомбонџијски. Неки од њих су поред радње у Крушевици обилизали цео власотиначки крај где су на вашарима или на спортским утакмицама и надметањима продавали своје производе. Тако су Светислав-бомбонџија, Вељковићи и Богдан Стојичић обилазили цео крај и продавали клакере, соду и бомбоне по вашарима. Цака Станковић је постао познат по томе што је локални клуб ФК „Слога“ увек пратио са својим штандом на разним такмичењима и тако продавао клакере са ледом по власотиначким селима.
Било је и кавгаџија, који су обавезно правили кавгу на оро када се играло на неком вашару или сабору поред крушевачке цркве. Они су весељаци и увек су били први у колу. Имали су увек ведар дух за шалу и живот.

## Сеоски живот
Природни услови су погодни за развој сточарства и отварања мини-фарма и за воћарство. Сељаци пеку природну ракију која се продаје на пијацама у Власотинцу и Лесковцу. Као у осталим брдско планинским селима власотиначког краја, и Крушевчани беру гљиве, вргање и лисичарку.
Крушевчани су учествовали и у Првом и у Другом светском рату. Патили су од бугара који су држали цело село као таоце. Чак је и бугарски штаб био у просторијама крушевачке школе. Поред борбе за ослобођење од фашизма, крушевчани су били ангажовани у политици. Пред Другог светског рата радикали и демократе су се тукли у време избора и штаповима. После Другог светског рата један крушевчанин је био и председник општине док је учитељ Вита Бан-Благојевић био председник ССРН и директор и оснивач народног музеја у Власотинцу.

## Основна школа „Карађорђе Петровић“
Школа је основана 1858. године на иницијативу руског конзула у Цариграду и била је манастирског типа. Прво отварање школе је било попраћено ферманом турског везира. Школа је била у црквеним конацима постојеће цркве у Крушевици. Ту су деца становала, служила у цркви и одлазила четвртком да се преобуку. Децу су учили свештеници. Школу су тада похађала деца из села: Бољаре, Црнатово, Била, Равног Дела, Доњег Дејана, Џакмонова, Златићева, Свођа, Брезовице, Горњег Ораха и Доњег Гара. Школа је подигнута средствима цркве. Школа се помиње у извештају из 1878. године. Иако је имала лепу зграду код месне цркве, није радила 1879. године због недостатка учитеља.
Први световни учитељ био је Јован Биволаревић из Лесковца. Убијен је од Бугара за време Првог светског рата. У време после Првог светског рата запаженији учитељ био је Мирко Тепавац. До 1948. године био је учитељ Александар Ђокић. Школа је мењала назив - до 1934. године са називом „Основна школа крушевачка, срез власотиначки, бановина вардарска“. Име „Карађорђе Петровић“ добила 1934. године, и задржала га до данас. После Другог светског рата најдуже су били учитељи Михајло и Десанка Вујић из Аранђеловца. Школа је радила са шест, потом са осам разреда са истуреним одељењима у селима: Равни Дел, Црнатово, Бољаре, Доњи Дејан. Због миграције становништва крајем XX века и почетком XXI века број ученика се нагло смањио. Хронолошки записи догађаја у школи су сачињени у Летопису школе.